# Copa COSAFA Femenina
La Copa COSAFA Femenina es un torneo de fútbol femenino que disputan las selecciones nacionales femeninas de la COSAFA.
Su competición homóloga masculina es la Copa COSAFA.
Sudáfrica es el mayor campeón de la competición con 7 conquistas.

## Palmarés
| Año          | Sede      | Campeón   | Final Resultado | Subcampeón | Tercer lugar          | Resultado             | Cuarto lugar          |
| ------------ | --------- | --------- | --------------- | ---------- | --------------------- | --------------------- | --------------------- |
| 2002 Detalle | Zimbabue  | Sudáfrica | 2:1             | Zimbabue   | Zambia                | 1:0                   | Mozambique            |
| 2006 Detalle | Zambia    | Sudáfrica | 3:1             | Namibia    | Zambia                | 2:1                   | Zimbabue              |
| 2008 Detalle | Angola    | Sudáfrica | 3:1             | Angola     |                       | -                     |                       |
| 2011 Detalle | Zimbabue  | Zimbabue  | 1:0             | Sudáfrica  | Tanzania              | 3:0                   | Malaui                |
| 2017 Detalle | Zimbabue  | Sudáfrica | 2:1             | Zimbabue   | Zambia                | 1:1 (4-2 pen.)        | Kenia                 |
| 2018 Detalle | Sudáfrica | Sudáfrica | 2:1             | Camerún    | Uganda                | 1:0                   | Zambia                |
| 2019 Detalle | Sudáfrica | Sudáfrica | 1:0             | Zambia     | Zimbabue              | 3:0                   | Botsuana              |
| 2020 Detalle | Sudáfrica | Sudáfrica | 2:1             | Botsuana   | y Malaui y Zambia     | y Malaui y Zambia     | y Malaui y Zambia     |
| 2021 Detalle | Sudáfrica | Tanzania  | 1:0             | Malaui     | Zambia                | 1:1 (4-3 pen.)        | Sudáfrica             |
| 2022 Detalle | Sudáfrica | Zambia    | 1:0 (pró.)      | Sudáfrica  | Tanzania              | 2:1                   | Namibia               |
| 2023 Detalle | Sudáfrica | Malaui    | 2:1             | Zambia     | Mozambique            | 2:0                   | Zimbabue              |
| 2024 Detalle | Sudáfrica | Zambia    | 0:0 (4-3 pen.)  | Sudáfrica  | y Malaui y Mozambique | y Malaui y Mozambique | y Malaui y Mozambique |

## Títulos por equipo
En cursiva, se indica el torneo en que el equipo fue local. 
| País       | Campeón                                      | Subcampeón           | Tercer lugar                     | Cuarto lugar   |
| ---------- | -------------------------------------------- | -------------------- | -------------------------------- | -------------- |
| Sudáfrica  | 7 (2002, 2006, 2008, 2017, 2018, 2019, 2020) | 3 (2011, 2022, 2024) |                                  | 1 (2021)       |
| Zambia     | 2 (2022, 2024)                               | 2 (2019, 2023)       | 5 (2002, 2006, 2017, 2020, 2021) | 1 (2018)       |
| Zimbabue   | 1 (2011)                                     | 2 (2002, 2017)       | 1 (2019)                         | 2 (2006, 2023) |
| Malaui     | 1 (2023)                                     | 1 (2021)             | 2 (2020, 2024)                   | 1 (2011)       |
| Tanzania   | 1 (2021)                                     |                      | 2 (2011, 2022)                   |                |
| Botsuana   |                                              | 1 (2020)             |                                  | 1 (2019)       |
| Namibia    |                                              | 1 (2006)             |                                  | 1 (2022)       |
| Angola     |                                              | 1 (2008)             |                                  |                |
| Camerún    |                                              | 1 (2018)             |                                  |                |
| Mozambique |                                              |                      | 2 (2023, 2024)                   | 1 (2002)       |
| Uganda     |                                              |                      | 1 (2018)                         |                |
| Kenia      |                                              |                      |                                  | 1 (2017)       |

## Goleadoras
| Año  | Jugador                        | Club      | Goles |
| ---- | ------------------------------ | --------- | ----- |
| 2006 | Portia Modise                  | Sudáfrica | 6     |
| 2008 | Noko Matlou                    | Sudáfrica | 12    |
| 2011 | Rufaro Machingura              | Zimbabue  | 8     |
| 2017 | Rutendo Makore                 | Zimbabue  | 10    |
| 2018 | Linda Motlhalo                 | Sudáfrica | 4     |
| 2019 | Racheal Nachula                | Zambia    | 10    |
| 2020 | Sibulele Holweni               | Sudáfrica | 8     |
| 2021 | Sibulele Holweni               | Sudáfrica | 5     |
| 2022 | Barbra Banda                   | Zambia    | 10    |
| 2023 | Temwa Chawinga                 | Malaui    | 9     |
| 2024 | Ochumba Lubandji Fridah Mukoma | Zambia    | 4     |

## Desempeño
| Equipo            | 2002 | 2006 | 2008 | 2011 | 2017 | 2018 | 2019 | 2020 | 2021 | 2022 | 2023 | 2024 | Años |
| ----------------- | ---- | ---- | ---- | ---- | ---- | ---- | ---- | ---- | ---- | ---- | ---- | ---- | ---- |
| Angola            |      | GS   | 2º   |      |      |      | GS   | GS   | GS   | GS   | GS   | GS   | 8    |
| Botsuana          | GS   |      |      | GS   | GS   | GS   | 4º   | 2º   | GS   | GS   | GS   | GS   | 10   |
| Comoras           |      |      |      |      |      |      | GS   | GS   |      | GS   | GS   | GS   | 5    |
| Suazilandia       | GS   | GS   |      |      | GS   | GS   | GS   | GS   | GS   | GS   | GS   | GS   | 10   |
| Lesoto            | GS   | GS   |      | GS   | GS   | GS   |      | GS   |      | GS   | GS   | GS   | 9    |
| Madagascar        |      |      |      |      | GS   | GS   | GS   |      |      |      | GS   | GS   | 5    |
| Malaui            | GS   | GS   |      | 4º   | GS   | GS   | GS   | 3º   | 2º   | GS   | 1º   | SF   | 11   |
| Mauricio          |      |      |      |      | GS   |      | GS   |      |      | GS   |      | GS   | 4    |
| Mozambique        | 4º   | GS   |      | GS   | GS   | GS   | GS   |      | GS   | GS   | 3º   | SF   | 10   |
| Namibia           |      | 2º   |      |      | GS   | GS   | GS   |      | GS   | 4º   | GS   | GS   | 8    |
| Seychelles        |      |      |      |      |      |      |      |      |      |      |      | GS   | 1    |
| Sudáfrica         | 1º   | 1º   | 1º   | 2º   | 1º   | 1º   | 1º   | 1º   | 4º   | 2º   | GS   | 2º   | 12   |
| Zambia            | 3º   | 3º   |      | GS   | 3º   | 4º   | 2º   | 3º   | 3º   | 1º   | 2º   | 1º   | 11   |
| Zimbabue          | 2º   | 4º   |      | 1º   | 2º   | GS   | 3º   | GS   | GS   |      | 4º   | GS   | 10   |
| Equipos invitados |      |      |      |      |      |      |      |      |      |      |      |      |      |
| Camerún           |      |      |      |      |      | 2º   |      |      |      |      |      |      | 1    |
| Kenia             |      |      |      |      | 4º   |      |      |      |      |      |      |      | 1    |
| Sudán del Sur     |      |      |      |      |      |      |      |      | GS   |      |      |      | 1    |
| Tanzania          |      |      |      | 3º   |      |      |      | GS   | 1º   | 3º   |      |      | 4    |
| Uganda            |      |      |      |      |      | 3º   |      |      | GS   |      |      |      | 2    |
| Total             | 8    | 9    |      | 8    | 12   | 12   | 12   | 10   | 12   | 12   | 12   | 14   |      |

### Simbología
| - 1º – Campeón - 2º – Finalista - 3º – 3º Lugar - 4º – 4º Lugar - SF – Semifinales | - GS — Fase de grupos - Q — Clasificado - — Anfitrión |